# Lontung Jae I
Lontung Jae I is een bestuurslaag in het regentschap Tapanuli Utara van de provincie Noord-Sumatra, Indonesië. Lontung Jae I telt 2017 inwoners (volkstelling 2010).